# Institut G9+
L’institut G9+ est un think tank (« réservoir d'idées ») français, pluriel et non partisan, créé en 1995.
Il a pour objectif d’aborder les thèmes émergents ou d’actualité dans le secteur des Technologies de l’Information et de la communication et a pour ambition d'être un des think tanks français de référence dans le domaine du numérique.

## Historique
L’institut G9+ est né, en 1995, de la rencontre des Groupes « Informatique, Télécoms, Multimédias » de 9 associations d'anciens élèves de grandes écoles françaises (écoles d'ingénieurs, de management/commerce et de sciences politiques).
En 2007 le G9+ devient une association loi de 1901. L'Institut G9+ s’élargit en ajoutant une dizaine de communautés d’anciens élèves de plusieurs écoles et universités
Grâce à son réseau d’associations d’anciens élèves, l’Institut G9+ compte plus de 15 000 adhérents répartis à travers le monde.

## Objectifs
L'Institut se donne pour objectif d'aborder tous les aspects technologiques, économiques et sociétaux du secteur des Technologies de l’Information et de la communication et de se mettre au service du développement du Numérique en France.
Engagé dans sa mission historique de source consultative de propositions, l'Institut G9+ veut permettre à ses membres et amis de confronter leurs idées, les approfondir et de les faire connaitre.  Il apporte un éclairage investigateur, constructif et audacieux en publiant des livres blancs et en organisant des conférences ouvertes à tous.
L’Institut est structuré autour de 4 Cycles :
- Intelligence Artificielle
- Prospective des Industries du Numérique en France
- TIC & Ressources Humaines
- Women & Digital
- Startups & Innovation

## Activités

### Conférences et manifestations
Le think tank organise une trentaine de manifestations par an sous forme de conférences ou rencontres annuelles. Ces manifestations ont pour ambition d’aborder des sujets transverses au sein de l’écosystème du numérique : influence des réseaux sociaux, logiciels et cloud, big data, objets connectés, Intelligence Artificielle.

### Publications et livres blancs
L’institut G9+ publie et diffuse ouvertement des livres blancs sur les enjeux à venir du secteur. Ces livres blancs sont régulièrement relayés dans les médias économiques ou spécialisés dans les systèmes d’information.

## Organisation
L’association est animée par un comité directeur de cinq personnes, élargi d’une dizaine de membres pour son comité stratégique et d'un comité d’organisation de cinquante personnes.

### Comité directeur
- Président : Didier Carré - Mines Nancy - succède à Luc Bretones - Essec et Centrale Marseille (élu en 2016) [10] et à Valentine Ferréol - Arts et Métiers ParisTech (élue en 2012) [4]
- Vice-Présidente : Hélène Diep - EPITA
- Secrétaire Général - Bruno Dember - UTC et ESSEC
- Trésorière : Claire Paponneau
- Responsable des admissions : Jean-Michel Huet - Neoma Business School

### Comité Stratégique
- Didier Carré - Président – Ecole des Mines de Nancy
- Isabelle Denervaud – Responsable du cycle Women & Digital et de la thématique des industries face au numérique  - Ecole des Ponts Paritech et Essec
- François Doux – co-Responsable du cycle Media et Numérique – HEC
- Nicolas Martinez Dubost – Responsable du cycle Prospective des Industries du Numérique en France - Ecole des Ponts Paristech
- Bruno Dumont – Responsable de la rencontre annuelle et des livres blancs – INSEAD
- Yvan Erard – Responsable du développement d’une verticale Santé et Banque-Assurance - Dauphine
- Rodolphe Falzerana – Secrétaire Général suppléant et responsable des relations interclubs – Centrale Marseille
- Christian Hindré – co-Responsable partenaires - ESCP Europe
- Frédéric Lau – Responsable du cycle TIC & Ressources Humaines - Grenoble Management School
- Jean-François Perret – co-Responsable partenaires – ENSEEIHT
- Rémi Prunier – Responsable communication & marketing et du cycle Startups & Innovation - Supelec et Essec
- Claudine Schmuck – co-Responsable du cycle Média Numérique – Sciences Po Paris
- Matthieu Vetter – co-Responsable du cycle Media et Numérique - EDHEC Business School

### Adhérents
L'institut rassemble les associations d’anciens élèves des écoles suivantes :
- AAE Ensimag
- Agro Business & Digital (École nationale supérieure agronomique)
- AI N7 Informatique et Telecoms (ENSEEIHT)
- Arts et Métiers informatique et télécoms (Arts et Métiers ParisTech)
- Centrale Numérique
- Club Digital & Technologie NEOMA Business School Alumni
- Club SI Grenoble École de management GN
- Club Télécom INSEAD
- Dauphine Club Télécoms et Nouveaux Médias
- Edhec Business et Technologie
- EM Lyon Business School
- ESCP Europe Digital et Business
- Essec Business & Technologies
- HEC Montréal Europe Alumni
- HEC Pole Economie Numérique et Internet
- IAE Alumni Club Management des SI
- IESF Comité Numérique et Réseaux Sociaux
- Mines informatique (Ecole des Mines de Paris, Saint Etienne et Nancy)
- Ponts Digital & Technologies (Ecole des Ponts et Chaussées)
- Sciences Po informatique et télécommunications
- Supélec Numérique
- TELECOM Bretagne
- Télécom ParisTech
- X Informatique (École polytechnique (France))